# Buariki (del av en ö)
Buariki är en del av en ö i Kiribati.   Den ligger i örådet Tarawa och ögruppen Gilbertöarna, i den norra delen av landet, 30 km norr om huvudstaden Tarawa.